# Хоуланд, Бет
Бет Хоуланд (англ. Beth Howland; 28 мая 1941 — 31 декабря 2015) — американская актриса.

## Биография
Бет Хоуланд наиболее известна по своей роли Веры Луизы Горман в длительном комедийном телесериале «Элис», где она снималась на протяжении девяти сезонов, с 1976 по 1985 год. За свою роль Хоуланд четырежды номинировалась на премию «Золотой глобус» за лучшую женскую роль второго плана — мини-сериал, телесериал или телефильм.
Хоуланд дебютировала на бродвейской сцене в 1959 году в мюзикле Once Upon a Mattress с Кэрол Бернетт, после чего выступала в мюзиклах Bye Bye Birdie, High Spirits, Drat! The Cat! и Darling of the Day. Тогда же она дебютировала на экране с небольшой ролью в фильме «Крошка Абнер», где вместе с ней начала свою карьеру будущая телезвезда Валери Харпер. Также Хоуланд в разные годы появилась в телесериалах «Шоу Мэри Тайлер Мур», «Маленький домик в прериях», «Остров фантазий» и «Лодка любви».
Хоуланд умерла в декабре 2015 года от рака легкого, однако о смерти было объявлено лишь в мае 2016 года, по пожеланию актрисы.
Муж, Майкл Поллард (с 1961 по 1969), с 2002 года, Чарльз Кимбро (1936—2023), актёр.